# Bayezid I.

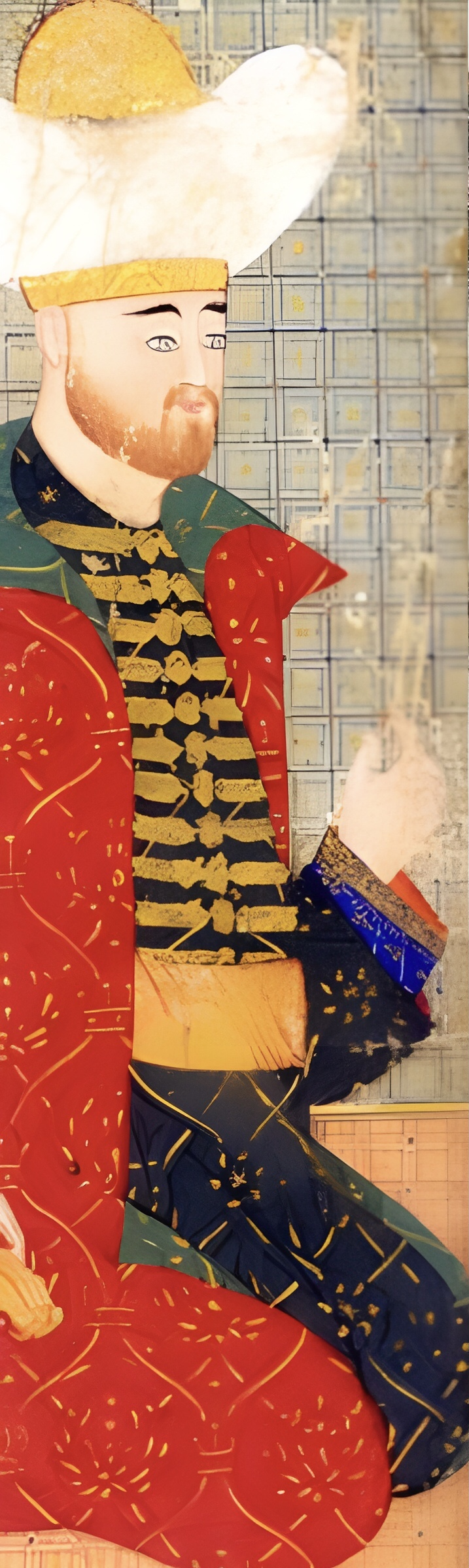
Bayezid I., Ausschnitt aus einem Stammbaum, Osmanische Miniatur, Topkapi-Museum, Istanbul

Bayezid I. (بایزید بن مراد / Bāyezīd b. Murād; geboren 1360; gestorben 8./9. März 1403 in Akşehir), genannt یلدرم / yıldırım / ‚der Blitz‘, war 1389 bis 1402 Sultan des Osmanischen Reiches.

## Leben

Bayezids Tughra

### Familienleben
Bayezid folgte seinem Vater Murad I. auf den Thron, nachdem dieser 1389 bei der Schlacht auf dem Amselfeld getötet worden war. Sofort ließ er seinen Bruder Yakub ermorden und begründete damit eine lange Tradition: Der Brudermord beim Amtsantritt war bei den Sultanen des Osmanischen Reiches bis ins 17. Jahrhundert gängig. Seine Mutter war die Valide Sultan Gülçiçek Hatun, die aus Griechenland stammte. Bayezid heiratete zuerst Devlet Schah Khatun, Tochter des Emirs von Germiyan, zu deren Mitgift Kütahya und angrenzende Territorien gehörten. Sie war die Mutter Mehmeds I., der 1413 das Osmanische Reich wiederherstellte. Zwei Jahre vor seiner Thronbesteigung heiratete Bayezid eine Tochter des byzantinischen Kaisers Johannes Palaiologos. Er war zudem mit Olivera Despina vermählt.

### Kriege
Seine Feldzüge waren zumeist sehr erfolgreich. Unmittelbar nach seinem Amtsantritt eroberte er 1391 und 1392 mehrere westanatolische Beyliks wie Aydın, Germiyan und Menteşe, die sich beim Thronwechsel mit den Karamanen verbündet hatten, einer mächtigen zentralanatolischen Dynastie. Anschließend belagerte er die Karamanenhauptstadt Konya und erzwang so eine Anerkennung seiner Eroberungen durch die Rivalen. Für eine Eroberung des Beyliks blieb aber keine Zeit, da der neue byzantinische Kaiser Manuel II. Palaiologos, der dem Osmanenreich eigentlich tributpflichtig war, sowie die Walachei und Bosnien begannen, osmanische Gebiete in Rumelien zu besetzen. In einem Blitzfeldzug machte Bayezid diese Entwicklungen rückgängig: 1396 wurde Bulgarien erobert, 1394 wurde die Walachei zu einem osmanischen Vasallenstaat. 1395 erlitt er aber bei Rovine eine Niederlage gegen die Truppen des walachischen Woiwoden Mircea cel Bătrân und ihre Guerilla-Taktik.
Nun wandte sich Bayezid gegen das Oströmische Reich, dessen Territorium fast nur noch aus der Hauptstadt Konstantinopel bestand. Durch geschickte Diplomatie gelang es ihm, die venezianischen Getreidelieferungen an den Bosporus zu unterbinden. Er ließ die Festung Anadolu Hisarı auf dem asiatischen Ufer des Bosporus errichten und schloss Konstantinopel zu Lande und zu Wasser für sieben Jahre ein. Vom drohenden Fall Ostroms aufgeschreckt, organisierte der ungarische König Sigismund einen Kreuzzug, an dem vor allem burgundische Ritter und Kriegsknechte teilnahmen. Im September 1396 errang Bayezid in der Schlacht bei Nikopolis einen glänzenden Sieg über die Kreuzfahrer. In der Folge drangen seine Truppen bis nach Nordgriechenland und Syrmien vor.
In der Zwischenzeit hatten die Karamanen die Gelegenheit der Abwesenheit des Sultans genutzt und sich wieder ihrer alten Hauptstadt Ankara bemächtigt. 1397 erlitten sie aber eine vernichtende Niederlage und verloren ihr Territorium an das Osmanenreich, das Bayezid in den neuen Beyerbeylik Anatolien integrierte. Er griff auch weiter nach Norden und Osten aus, eroberte Sinope, Eretna und 1400 Erzincan. Dadurch berührte er jedoch den Machtbereich des turkmongolischen Herrschers Timur Lenk (auch Tamerlan genannt), der dabei war, von seiner Heimat Transoxanien aus ein Weltreich aufzubauen. Um gegen diesen Gegner gewappnet zu sein, befahl Bayezid 1401 die Belagerung Konstantinopels abzubrechen, ließ sich den Abzug seiner Truppen vom Kaiser aber teuer honorieren: Manuel II. musste sowohl eine Wiederaufnahme der Tributzahlungen versprechen als auch die Einrichtung einer Moschee und die Einsetzung eines Qādīs in seiner Stadt akzeptieren.
Die Auseinandersetzung mit Timur verlief ungünstig: In der Schlacht bei Ankara am 20. Juli 1402 unterlag das osmanische Heer unter Bayezids Kommando einer Übermacht turkmongolischer Krieger. Der Sultan geriet in Gefangenschaft und starb einige Monate später in der anatolischen Stadt Akşehir. Seine Söhne akzeptierten die Suzeränität Timurs und teilten das Osmanische Reich untereinander auf, so dass es ein Jahrzehnt lang keinen alleinigen türkischen Sultan gab.

### Leistung

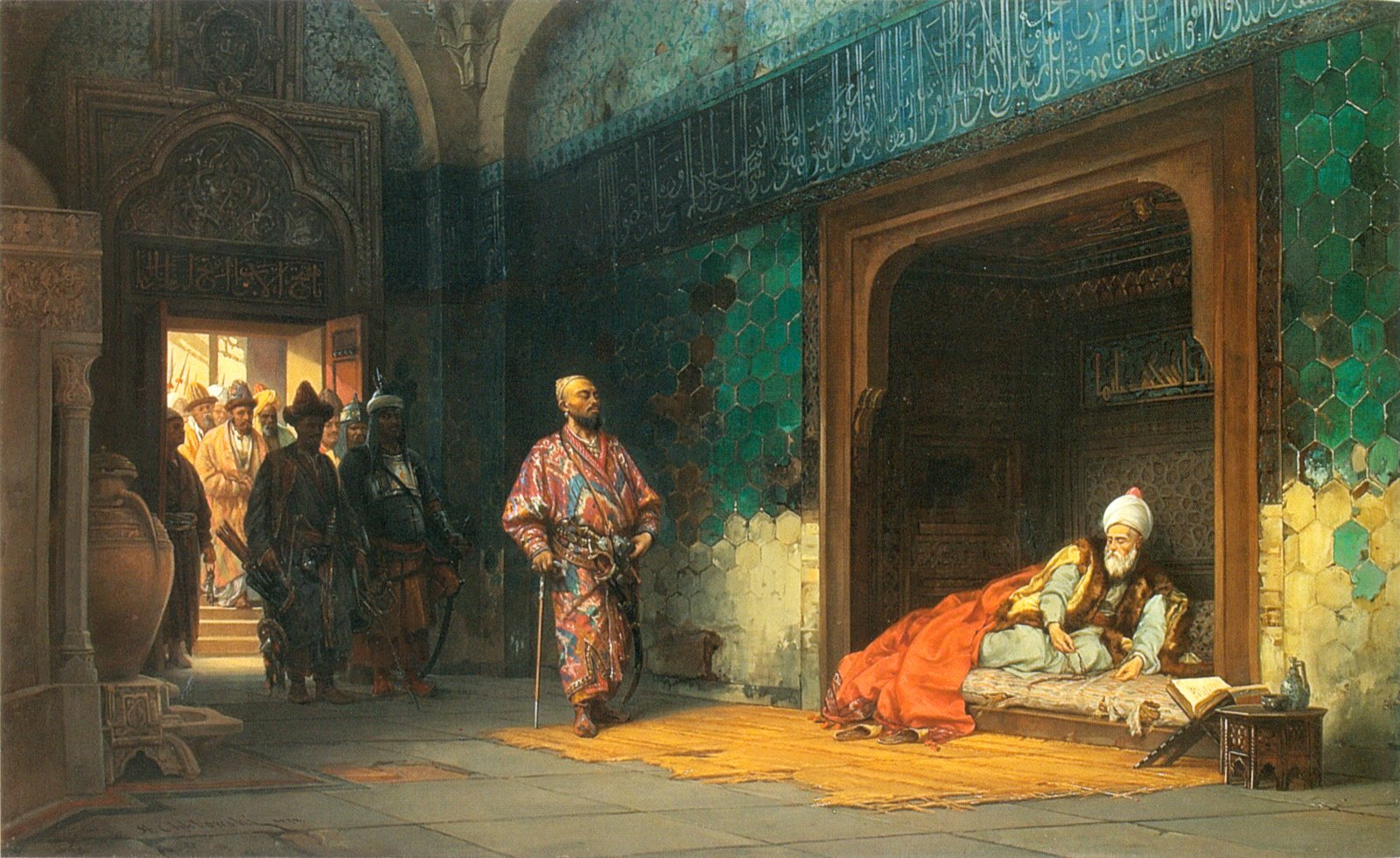
Stanisław Chlebowski: Sultan Bajazyt von Tamerlan eingekerkert (1878)

Bis zu dieser Niederlage war Bayezid ein sehr erfolgreicher Sultan gewesen: Unter seiner Herrschaft hatte das Reich mit 690.000 km² seine bis dahin größte Ausdehnung erreicht. Durch Handelsprivilegien für die Seerepubliken Genua und Ragusa trug er auch ökonomisch zu einer Öffnung seines Reichs bei. Auch als Bauherr betätigte sich Bayezid, etwa bei der Errichtung der Hafenanlagen von Gallipoli oder der Großen Moschee von Bursa. Als erster osmanischer Herrscher wurde er vom Kalifen, der damals in Kairo seinen Sitz hatte, zum Sultan und damit zum obersten Glaubenstreiter für den Islam ernannt.

## Rezeption

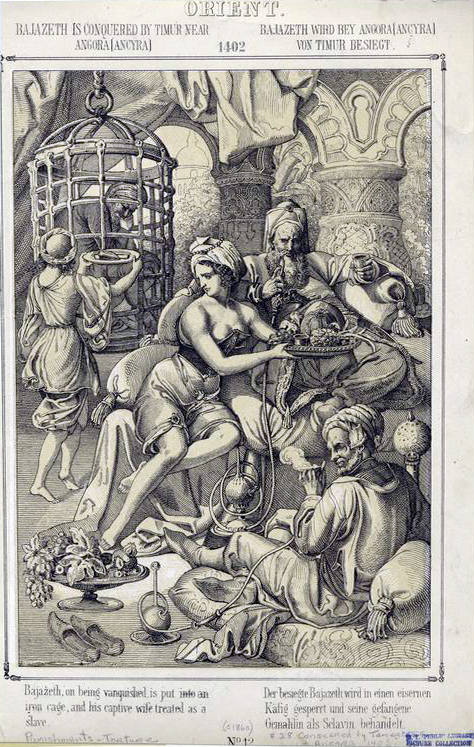
Peter Johann Nepomuk Geiger: Der in der Schlacht bei Ankara besiegte Bajazeth wird in einen eisernen Käfig gesperrt, seine gefangene Gemahlin als Sklavin behandelt

Die Geschichte vom einst mächtigen Sultan, der im Kerker des grausamen Emirs verschmachtet, regte viele Künstler zu phantasievollen Gestaltungen an. Der englische Autor Christopher Marlowe (1564–1593) verarbeitete den Stoff in seiner Tragödie Tambourlaine the Great, die 1587/88 uraufgeführt wurde. Der Umgang mit Bayezit wird darin als einer von vielen Akten der Hybris geschildert, die Tamerlan schließlich mit seinem Leben bezahlen muss. Der französische Barockdichter Jean Magnon († 1662) konzentrierte sich in seiner Tragödie Le Gran Tamerlan et Bejezet dann ganz auf die Begegnung von Emir und Sultan, ebenso Georg Friedrich Händel (1685–1759), dessen Oper Tamerlano 1724 in London uraufgeführt wurde. 1735 brachte Antonio Vivaldi (1678–1741) seine Oper Tamerlano/Bajazet in Verona auf die Bühne. Auch in populären Geschichtswerken wurde die Geschichte immer wieder erzählt, so etwa in Joseph von Bülows 1860 erschienenen Memorabilien aus der Europäischen Geschichte für anziehende Weltbegebenheiten, für die der österreichische Zeichner Peter Johann Nepomuk Geiger phantasievolle Illustrationen schuf.
Der polnische Historienmaler Stanisław Chlebowski schuf 1878 sein Ölgemälde „Sultan Bajazyt von Tamerlan eingekerkert“, das heute in der Gemäldegalerie der ukrainischen Stadt Lemberg zu sehen ist.